# Ulica Władysława Reymonta we Wrocławiu
Ulica Władysława Reymonta we Wrocławiu (dawniej Oswitzerstraße i Rathenaustraße, a w latach 1933–1945 Schlageterstraße) – fragment jednej z głównych tras wiodących ze śródmieścia w kierunku północnym (na przedłużeniu ul. Pomorskiej), w stronę Obornik Śl. oraz Trzebnicy. Zaczyna się przy placu Staszica (przed wiaduktem kolejowym) i ciągnie niemal dokładnie na północ, do Mostów Osobowickich. Łączna długość ulicy wynosi około 0,5 km, a wraz z ostatnim północnym odcinkiem związanym z Mostami Osobowickimi – ok. 0,65 km.
Wytyczona została na zachodnim obrzeżu osiedla Kleczków pod koniec XIX wieku, kiedy zdecydowano się zlikwidować stary Groschelbrücke („Most Groszowy”) i wybudować paręset metrów na wschód nową przeprawę (współczesne Mosty Osobowickie) w związku z budową nowego Kanału Miejskiego (na południe od dotychczasowej Starej Odry) oraz Portu Miejskiego. Wzięto również pod uwagę przyszłe zwiększone potrzeby transportowe, w związku z powiększeniem cmentarza komunalnego na Osobowicach (ul. Reymonta wraz Mostami Osobowickimi łączy miasto z tym cmentarzem). Uwzględniono też plany budowy przebiegającej ulicą Reymonta i nowym mostem linii tramwajowej oraz kolejki wąskotorowej, budując dwa trójszynowe tory (w splocie). Równocześnie z ulicą wybudowano przy niej (w latach 1894–1898, po jej wschodniej stronie) nowe więzienie (dzisiejszy Zakład Karny Wrocław nr 1). Na początku XX wieku powstało przy ulicy (także przy wschodniej pierzei) także kilka kamienic czynszowych, a na jej końcu, przy Mostach Osobowickich, niewielki budynek rogatek miejskich (Rogatka Osobowicka). Pierzeję zachodnią zajęły związane m.in. z Portem Miejskim obiekty przemysłowe i magazynowe.
Początkowy odcinek ulicy przecina wiadukt kolejowy, którym biegnie linia Kolei Prawoodrzańskiej (w pobliżu znajduje się dworzec kolejowy Wrocław Nadodrze).

## Ważniejsze obiekty
- nr 4/6 – ZUS
- nr 8B – kompleks czterech Sal Królestwa wrocławskich zborów Świadków Jehowy[4].